# Charentiidae
Charentiidae es una familia de foraminíferos bentónicos de la superfamilia Biokovinoidea, del suborden Biokovinina y del orden Loftusiida. Su rango cronoestratigráfico abarca desde el Calloviense (Jurásico medio) hasta el Maastrichtiense (Cretácico superior).

## Discusión
Clasificaciones previas incluían Charentiidae en el suborden Textulariina y en el orden Textulariida.

## Clasificación
Charentiidae incluye a los siguientes géneros:
- Charentia †
- Ismailia †
- Karaisella †
- Melathrokerion †
- Moncharmontia †
- Praekaraisella †
- Praepeneroplis †

Otros géneros considerados en Charentiidae son:
- Sinainella †, aceptado como Ismailia
- Tonasia †, aceptado como Charentia